# Tamar Yellin
Tamar Yellin (* 1963 in Leeds) ist eine britische Autorin. Sie wurde im nördlichen England geboren und studierte Arabisch und Hebräisch in Oxford. Heute lebt sie in Yorkshire. Die Familie ihres Vaters stammt aus Jerusalem, ihre Mutter ist die Tochter eines polnischen Einwanderers. Auf Deutsch ist 2008 ihr erster (und bisher einziger) Roman Das Vermächtnis des Shalom Sheper erschienen. Für dieses Werk wurde sie mit dem Sami Rohr Preis und dem Ribalow Prize for Jewish Literature ausgezeichnet. Der Roman wurde unter anderem ins Spanische und Polnische übersetzt. Sie veröffentlichte außerdem Kurzgeschichten in verschiedenen Zeitschriften sowie in dem Erzählband Kafka in Bronteland and other stories, der Kurzgeschichten aus den Jahren 1989 bis 2003 versammelt.

## Werke
- The Genizah at the House of Shepher, Roman, Toby Press 2005
  - dt. Übersetzung von Isabel Bogdan: Das Vermächtnis des Shalom Shepher. Goldmann Verlag, München 2008, ISBN 978-3-442-46214-8.
- Kafka in Bronteland and other stories, Erzählungen, Toby Press 2006
- Tales of the Ten Lost Tribes, Erzählungen, Toby Press 2008